# Benny Bailey

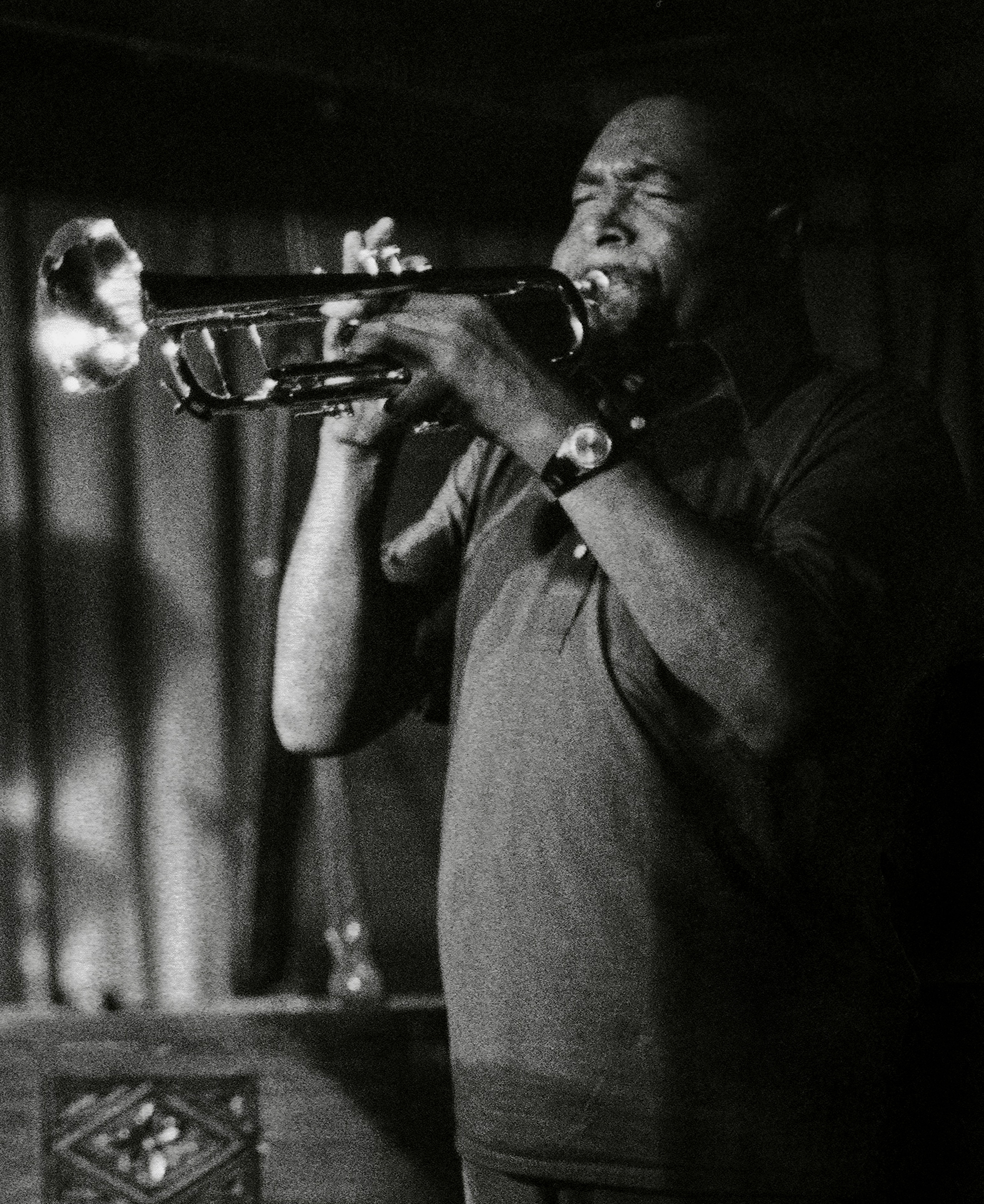
Benny Bailey (1977)

Ernest Harold "Benny" Bailey (Cleveland, 13 de agosto de 1925-Ámsterdam, 14 de abril de 2005) fue un trompetista estadounidense de jazz bebop y hard-bop.

## Trayectoria
Bailey nació en Cleveland, Ohio. Tuvo alguna formación en piano y flauta en su juventud, pero cambió a la trompeta y se concentró en el instrumento mientras estaba en el Instituto de Música de Cleveland. Fue influenciado por su colega local, Tadd Dameron, siete años mayor que él, y posteriormente tuvo una influencia significativa en otros prominentes músicos de Cleveland, incluidos Bill Hardman, Bobby Few, Albert Ayler, Frank Wright y Bob Cunningham. Bailey también tocó con "Big T" Tony Lovano, el padre de Joe Lovano.
A principios de la década de 1940 trabajó con Bull Moose Jackson y Scatman Crothers. Luego trabajó con Dizzy Gillespie y realizó una gira con Lionel Hampton. Durante una gira europea con Hampton, decidió quedarse en Europa y pasar un tiempo en Suecia. Este período sueco lo vio trabajando con la gran banda de Harry Arnold. Tiende a preferir las big bands a los grupos pequeños y se asoció con varias grandes bandas en Europa, incluida la de Kenny Clarke/Francy Boland Big Band. Más tarde comenzó a trabajar con Quincy Jones y eso condujo a un breve regreso a los Estados Unidos en 1960. Durante este tiempo, fue invitado al estudio como parte del sexteto de Freddie Redd para grabar el álbum Redd's Blues de Blue Note Records después de conocer al pianista durante una gira en Suecia, donde Bailey había estado residiendo en ese momento. Poco después, regresó a Europa primero a Alemania, y luego a los Países Bajos, donde se establecería permanentemente.
En 1969 tocó en el álbum Swiss Movement de Eddie Harris y Les McCann, grabado en vivo en el Festival de Jazz de Montreux, aunque no era su estilo de música habitual, e incluía un solo memorable e inédito en la canción de Gene McDaniels "Compared to What". Luego, en 1988, trabajó con el clarinetista británico Tony Coe y siguió grabando álbumes hasta el año 2000, cuando tenía alrededor de 75 años.
Bailey murió en su casa en Ámsterdam el 14 de abril de 2005, a los 79 años de edad.

## Discografía
- Quincy - Here We Come (Metronome, 1959) also released as The Music of Quincy Jones on Argo in 1961
- Big Brass (Candid, 1960)
- Soul Eyes - (MPS 1968)
- Folklore in Swing  (MPS, 1966)
- The Balkan in My Soul(MPS, 1968)
- Soul Eyes: Jazz Live at the Domicile Munich (MPS 1968)
- Mirrors (The Amazing Benny Bailey) (arranged & conducted by Francy Boland (Freedom 1971)
- The Rainbow People (Steeplechase, 1974 [2002]) with Dexter Gordon
- Islands (Enja 1976)
- Serenade to a Planet (Ego 1976)
- East of Isar (Ego 1978) - The Sal Nistico -Benny Bailey Quintet
- Grand Slam (Jazzcraft 1978)
- While My Lady Sleeps (Gemini 1990)
- No Refill (TCB Records1994)
- Angel Eyes (Laika 1995)
- Peruvian Nights (TCB 1996)
- I Thought About You (Laika 1996)
- The Satchmo Legacy (Enja 2000)
- The Rainbow People (Steeplechase 2002)

Con Count Basie
- Basie in Sweden (Roulette, 1962)

Con la Kenny Clarke/Francy Boland Big Band
- Jazz Is Universal (Atlantic, 1962)
- Handle with Care (Atlantic, 1963)
- Now Hear Our Meanin' (Columbia, 1963 [1965])
- Swing, Waltz, Swing (Philips, 1966)
- Sax No End (SABA, 1967)
- Out of the Folk Bag (Columbia, 1967)
- 17 Men and Their Music (Campi, 1967)
- All Smiles (MPS, 1968)
- Faces (MPS, 1969)
- Latin Kaleidoscope (MPS, 1969)
- Fellini 712 (MPS, 1969)
- All Blues (MPS, 1969)
- More Smiles (MPS, 1969)
- Clarke Boland Big Band en Concert avec Europe 1 (Tréma, 1969 [1992])
- Off Limits (Polydor, 1970)
- November Girl (Black Lion, 1970 [1975]) with Carmen McRae
- Change of Scenes (Verve, 1971) with Stan Getz

Con Eric Dolphy
- Berlin Concerts (1961)

Con Stan Getz
- Imported from Europe (Verve, 1958)

Con Dizzy Gillespie
- The Complete RCA Victor Recordings (Bluebird, 1937-1949, [1995])

Con Benny Golson
- Stockholm Sojourn (Prestige, 1964)

Con Dexter Gordon
- Sophisticated Giant (Columbia, 1977)

Con Quincy Jones
- Quincy's Home Again (Metronome, 1958) - also released as Harry Arnold + Big Band + Quincy Jones = Jazz! (EmArcy)
- I Dig Dancers (Mercury, 1960)
- Quincy Plays for Pussycats (Mercury, 1959-65 [1965])

Con Billy Mitchell
- De Lawd's Blues (Xanadu, 1980)

Con Freddie Redd
- Redd's Blues (Blue Note, 1961)

Con Sahib Shihab
- Companionship (Vogue Schallplatten, 1964-70 [1971])

Con Randy Weston
- Uhuru Afrika (Roulette, 1960)

Con Jimmy Witherspoon
- Some of My Best Friends Are the Blues (Prestige, 1964)

Con Phil Woods
- Rights of Swing (Candid, 1961)